# اوتپال دوت
اوتپال دوت (انگلیسی: Utpal Dutt; ۲۹ مارس ۱۹۲۹ – ۱۹ اوت ۱۹۹۳) کارگردان، فیلمنامه‌نویس و هنرپیشه اهل کشور هند بود. همسر وی نیز بازیگر بود. این هنرمند بین سال‌های ۱۹۴۷ تا ۱۹۹۳ میلادی فعالیت می‌کرد.
از فیلم‌هایی که وی در آن نقش داشته‌است می‌توان به گورو اشاره کرد.

## جوایز
وی برندهٔ جوایزی همچون جوایز فیلم‌فیر شده بود.

## فیلم‌شناسی
فهرست برخی از فیلم‌هایی که اوتپال دوت در آنها به ایفای نقش پرداخته‌است:
- گورو
- یک شب بارانی، قمارباز قهار
- خدای فیل‌گونه
- ارباب
- با تو
- پادشاهی الماس
- میانجی
- جولی
- غیرانسانی
- بوون شوم
- تقاطع
- قصه تاج و تخت
- آقای پریتویراج
- صاحب
- مهاویرا
- وظیفه
- من قوی هستم
- بمبئی تاکی
- آشوب
- چرا آلبرت پینتو عصبانی میشه؟
- لذت آشرام
- ازدواج عاشقانه
- شریک زندگی من
- نرم گرم
- ازدواج عاشقانه
- شک
- خوب و بد
- تقاضا
- بگذار یک موضوع باشد
- بی‌شخصیت